# Inguias
Inguias ist eine Gemeinde (Freguesia) im portugiesischen Kreis Belmonte. In ihr leben 606 Einwohner (Stand 19. April 2021).